# Victor Guerin (pilote automobile)
Pour les articles homonymes, voir Victor Guerin.
Pas d'image ? Cliquez ici
Victor Guerin est un pilote automobile brésilien né le 17 juin 1992 à Sao Paulo (Brésil).

## Carrière
Après quelques victoire en karting, Guerin accède à la monoplace en 2009 en Formule 3 sudaméricaine.
Il passe en Formule Abarth puis refait une pige en F3 sudaméicaine avant de participer au Championnat d'Italie de Formule 3 en 2011 et de finir 8e au classement.
Il participe ensuite à l'Auto GP World Series 2012 et décroche un podium en Hongrie, il fait également une pige en Formule 2. Il passe en GP2 à partir de la manche de Barcelone en remplacement de Brendon Hartley.